# Lange Vaag
De Lange Vaag ligt aan de noordgrens van het natuurgebied De Stropers, op het grondgebied van de gemeente Sint-Gillis-Waas. Het reservaat bestaat uit ongeveer 2 hectare oude vlasrootakker die thans beheerd wordt als onkruidakker. Jaarlijks wordt afwisselend een helft geploegd. De ganse oppervlakte wordt in augustus kortstondig begraasd.

## Biotoop
Paradepaardjes op deze schrale droge zandgrond zijn kromhals en driekleurig viooltje. De kleine vuurvlinder vindt er op de talrijke schapenzuring een goede waardplant voor zijn rupsen. Gescheiden door een smalle strook privé-bos liggen 2 Ha moerasloofbos die net als het privé-bos bij Natuurpunt Waasland Noord in beheer zijn. Naast vooral zomereik, zwarte els en berk vinden we er ook lijsterbes en vuilboom. Braamopslag vormt hier een probleem en dit wordt dan ook handmatig verwijderd. Het bos evolueert momenteel naar een eiken-hulst type met steeds meer opschietende jonge hulststruiken.
De variatie aan bomen brengt een belangrijke paddenstoelenflora met zich mee. Ongeveer 150 soorten werden reeds waargenomen. In dit gedeelte van het natuurgebied De Stropers worden workshops over paddenstoelen gegeven.

## Toegankelijkheid
De Stropers en de Lange Vaag zijn langs de wandelwegen voor het publiek vrij toegankelijk.